# آرامگاه پیر استیر
آرامگاه پیر استیر مربوط به دوره تیموریان است و در شهرستان سبزوار، بخش مرکزی، دهستان قصبه غربی، روستای استیر واقع شده و این اثر در تاریخ  ۲۴ خرداد ۱۳۹۰ با شمارهٔ ثبت ۳۰۳۶۱ به‌عنوان یکی از آثار ملی ایران به ثبت رسیده است.
سفرنامه شادی گنجی : « حدود 11  صبح روز دوشنبه از اتوبوس در سبزوار پیاده شدم و چند دقیقه بعد به همراه دوستان، خودم را کنار مقبره ای یافتم به نام پیر استیر. از روستای استیر، پیش از آنکه به سبزوار برسم، با اتوبوس گذشته بودم و اسمش به سبب ویژه بودن در ذهنم مانده بود.
ماشینمان، جلوی ساختمان آجری چند ضلعی گنبدداری با روکش کاهگل نگه داشت. بعد از چند دقیقه انتظار، پیرمردی با کلیدش آمد و در ورودی را باز کرد. باغچه مرکزی حیات و اتاقهای دورش به دست فراموشی سپرده شده بودند.
در اتاق اصلی مقبره که باز شد، وجودم لبریز از شگفتی بود بخاطر دیدن فضای پیر استیر. وسط اتاق، مقبره ای بود شبیه همه امامزاده ها که رویش پارچه سبز کشیده بودند و دیوار ضلع شمال غربی بنا پر از گهواره های پارچه ای رنگی کوچک که داخل هرکدامشان 1 تا 3 عروسک دست ساز بود.
عبدالله زاده از کارمندان میراث فرهنگی برایمان درباره جایگاه این بنا و گهواره ها و عروسکهاش توضیح داد. طبق رسمی کهن، زوج هایی که بچه دار نمی شدند، شبی را در جوار پیر استیر همبستر می شدند تا معجزه اتفاق بیفتد. اتاقهای زائرین اطراف حیات که حالا تحریب شده برای همین کار بوده و گهواره ها و عروسک های داخلشان از آن زوج هایی که به آرزویشان رسیده اند و آنها را نذر پیر استیر کرده اند. باورم نمی شد چنین رسم کهنی در 15 کیلومتری سبزوار و درست کنار جاده اصلی هنوز زنده است. وسایل زندگی داخل اتاق اصلی نشان از آن داشت که هنوز زوج هایی هستند که با آرزوی بچه دار شدن شبی را در این اتاق سر می کنند هرچند گفته ها حاکی از آن بود که به همین دلیل چند باری گروه های مذهبی قصد تخریب بنا را داشته اند.
پیش از آنکه آقای عبدالله زاده بگوید نام استیر او را یاد نام ایشتار، الهه باروری و عشق می اندازد، به ایشتار و شباهتش به نام جای این آبادی فکر کرده بودم اما ایشتار بابلی در میان رودان کجا و استیر خراسان کجا! در این که با چنین رسومی درگذشته به خدای باروری و عشق متوسل می شدند تا زن و زمین را بارور کنند شکی نیست اما در اینکه استیر تغییر یافته همان ایشتار یا همتای آن باشد باید با تردید نگریست.
دهیار روستا می گفت پدر و مادری که به خواسته دلشان می رسیدند و بچه دار می شدند واژه "پیر" را اول اسم فرزندشان قرار می دادند مثلا پیر علی. نمی توانستم از گهواره ها و عروسک هاش دل بکنم. دلم می خواست راه بیفتم و آبادی به آبادی پیدا کنم آدم هایی را که سرانجام اعتقاد پدر و مادرشان به پیر استیر بودند، پدر و مادری که سالها پیش شبی را در پیر استیر سر کردند. عروسکها مرا یاد پیکرک های بی شماری می انداختند که از محوطه های باستانی پیدا شده اند و عشق بازی زن و مرد را نمایش می دهند. باورم نمی شد که ادامه رسمی چنین کهن را در سال 1391 هنوز می شود دید.»